# Стилофон

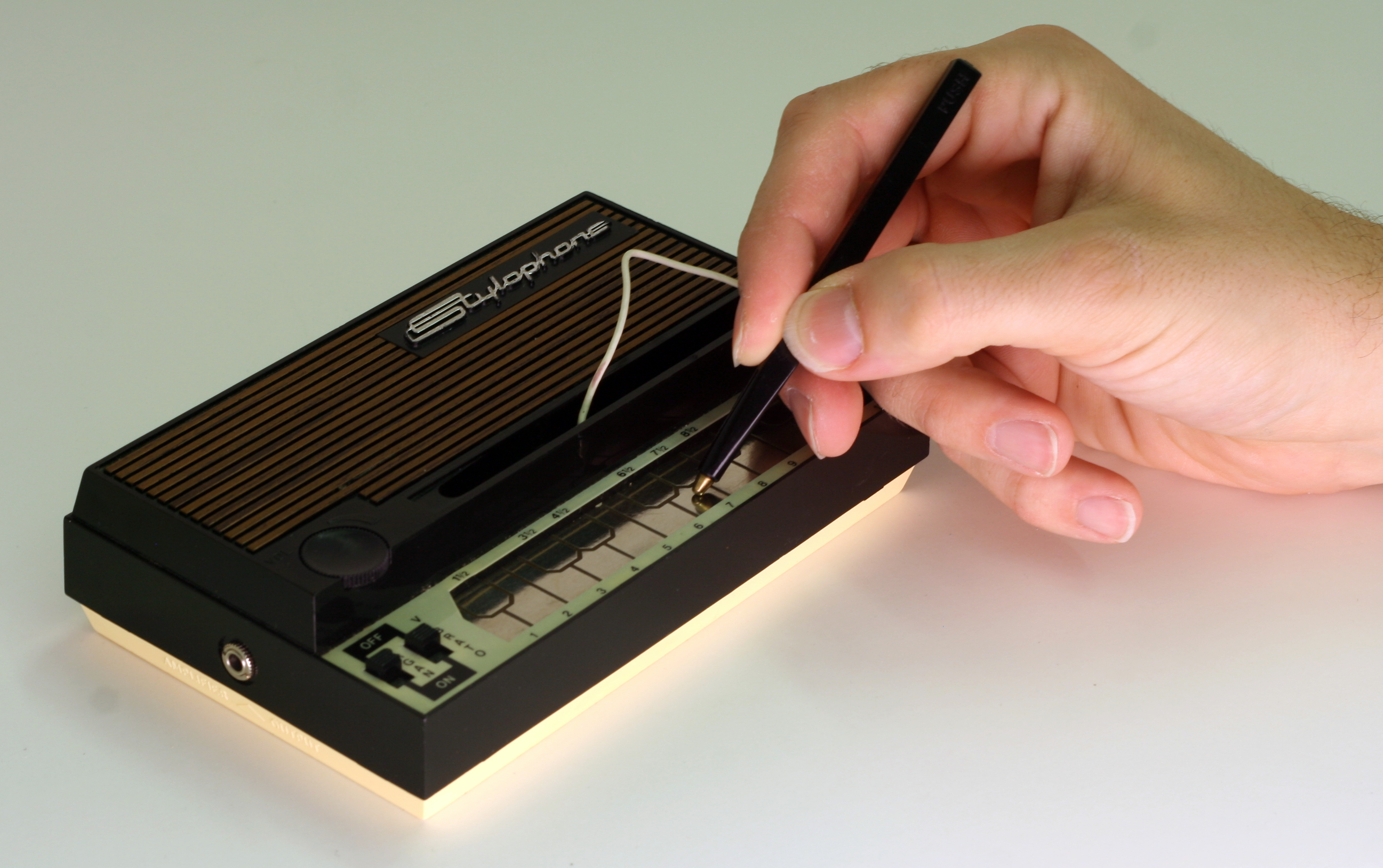
Оригінальний стилофон з 1970-х років

Стилофон (англ. Stylophone) — мініатюрний електричний музичний інструмент з аналоговою клавіатурою, керований стилусом. Винайдений у 1967 році Брайаном Джарвісом, почав вироблятися серійно в 1968 році фірмою Dubreq.

## Будова
Стилофон складається з металевої клавіатури, виготовленої з друкованої плати, яка підключена до генератора напруги через резистор. При торканні стилусом до клавіатури замикається електричне коло і виникають звуки. Іншими елементами керування є вимикач та віброконтролер на передній панелі біля клавіатури, а також потенціометр настройки на задній панелі. 

## Історія
За всю історію продано близько 3 млн стилофонів, причому продавалися вони як дитячі іграшки. Періодично їх використовували професійні музиканти, такі як Рольф Гарріс та Девід Боуї. Стилофон був доступний у трьох варіантах (в залежності від висоти звуків): стандартний, басовий та високий. Найпоширенішим був високий варіант. В 1970 році була створена більша версія під назвою 350S з більшою кількістю нот на клавіатурі, різними голосами та ефектами («wah-wah» — ефект, який контролювався переміщенням однієї руки над фотосенсором). Виробництво стилофонів повністю припинилося в 1975 році.

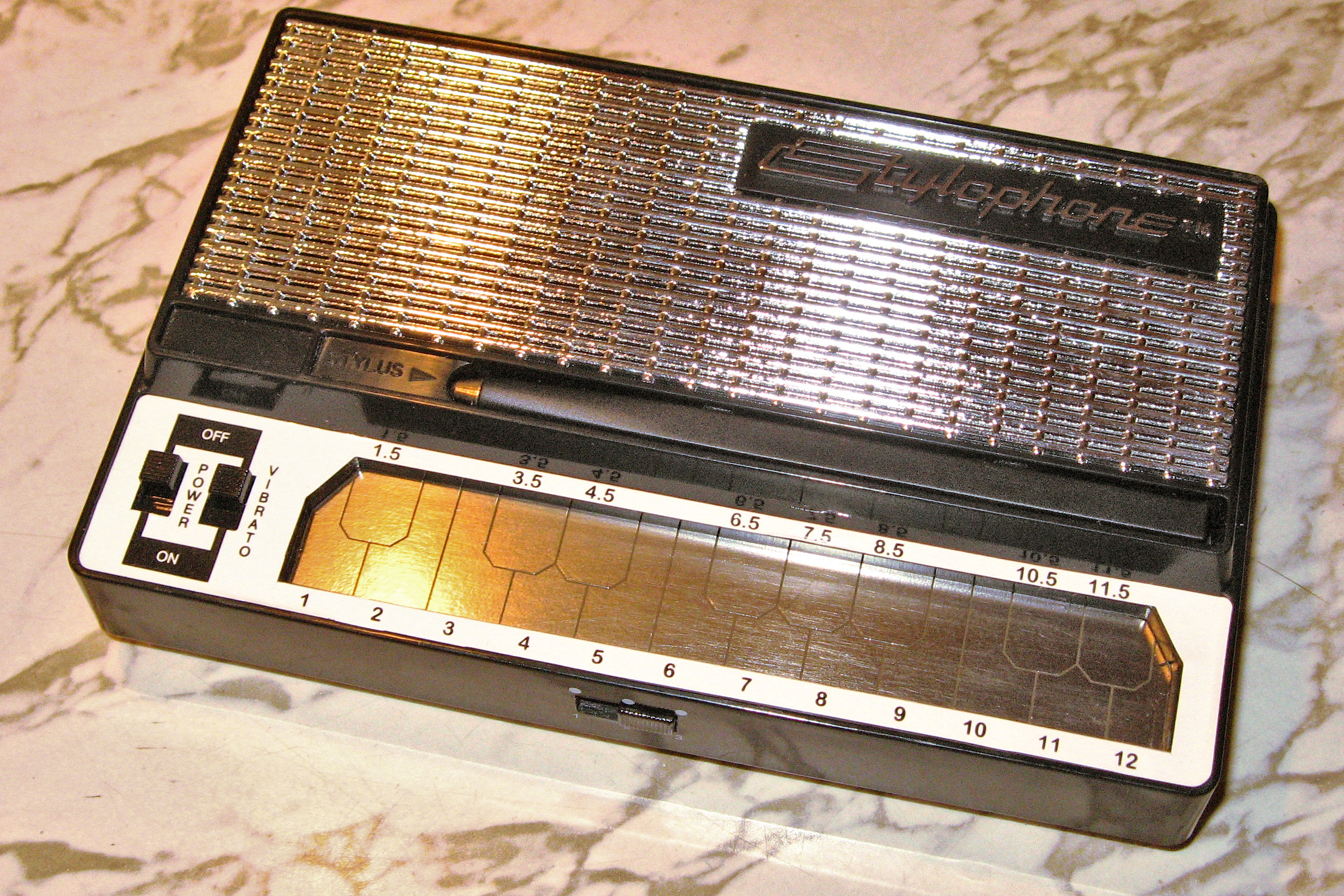
Сучасна версія стилофона - S1

У жовтні 2007 року, через 28 років після того, як стилофон перестав вироблятися, іграшкова компанія «Re:create», спільно з ТОВ «Dubreq» (відновлена в 2003 році Беном Джарвісом, сином винахідника), знову запустила виробництво стилофонів у Китаї. Нова модель, офіційно названа S1, є цифровою копією, яка дуже нагадує оригінал 1960-х, але має регулювання гучності та функцію пропускання звуку, а також має два нові звуки.